# Enkianthus serotina
Enkianthus serotina là một loài thực vật có hoa trong họ Thạch nam. Loài này được Chun & W.P.Fang mô tả khoa học đầu tiên năm 1957.